# دسکتاپ فعال
دسکتاپ فعال (به انگلیسی: Active Desktop) یکی از ویژگی‌های به روزرسانی اختیاری ویندوز مایکروسافت اکسپلورر ۴٫۰ است که به کاربران امکان می‌دهد محتوای اچ‌تی‌ام‌ال را به همراه برخی از ویژگی‌های دیگر به دسکتاپ اضافه کنند. این تابع قرار بود بر روی سیستم عامل فعلی ویندوز ۹۵ نصب شود. همچنین در سیستم عامل‌های ویندوز ۹۸ و بعد از آن از طریق ویندوز XP ۳۲ بیتی گنجانده شده بود، اما از ویندوز XP حرفه ای ۶۴ بیتی و تمام نسخه‌های بعدی ویندوز غایب بود. این ویژگی  در نسخه ۶۴ بیتی XP (که همان نسخه Professional x64 Edition است) حضور نداشت؛ و در هر دو نسخه ۳۲ و ۶۴ بیتی ویندوز سرور ۲۰۰۳ به‌طور گسترده‌ای شناخته نشده‌است. این ویژگی با نسخه اینترنت اکسپلورر ۴٫۰ تا 6.x مطابقت داشت ولی نه با اینترنت اکسپلورر 7.
HTML را می‌توان هم به جای تصویر زمینه معمولی و هم به عنوان موارد رومیزی قابل تنظیم مجزا اضافه کرد. موارد موجود به صورت آنلاین می‌توانند مرتباً به روز و همگام شوند تا کاربران بتوانند بدون مراجعه به وب سایت در مرورگر خود، به روز شوند.
دسکتاپ فعال، بسیار شبیه فناوری ویجت دسکتاپ عمل کرد زیرا به کاربران امکان می‌داد اطلاعات سفارشی شده را روی دسکتاپ خود قرار دهند.